# Tide (Bürger- und Ausbildungskanal)
Tide (eigene Schreibweise TIDE) ist ein gemeinnütziger Bürger- und Ausbildungskanal aus Hamburg. Dieser wurde 2004 eingerichtet, nachdem der Offene Kanal mit der Änderung des Landesmediengesetzes eingestellt worden war. Der Fernseh- und Hörfunksender wird durch die Tide GmbH als Tochter der Hamburg Media School betrieben. Ziel und Auftrag des Senders ist es, allen Menschen in Hamburg zu ermöglichen, Medienkompetenz aufzubauen, sie in die Lage zu versetzen, redaktionelle Konzepte für Radio und Fernsehen zu entwickeln und Sendungen selbst zu produzieren. Bezahlt wird der partizipativ ausgelegte Lokalsender aus einem kleinen Teil der Rundfunkgebühren. Aufsichtsbehörde ist die Medienanstalt Hamburg Schleswig-Holstein.
TIDE ist gegliedert in die Bereiche TIDE.tv (Fernsehen), Tide.Radio und TIDE.akademie.

## Hintergrund
Sowohl TIDE.tv als auch TIDE.radio | TIDE 96.0 sind nichtkommerzielle Lokalsender. Daraus ergibt sich ein strenges Werbeverbot für die ausgestrahlten Formate. Dennoch kann und wird in einigen Sendungen aber Werbung in Form von vom Sender streng kontrolliertem Sponsoring ausgestrahlt („Diese Sendung wird Ihnen präsentiert von …“).
Träger der gemeinnützigen TIDE GmbH ist die Hamburg Media School, die alleinige Gesellschafterin ist. Die Hamburg Media School erhält daher für ihre Tätigkeiten im Bürgerradio und -TV einen Teil der Rundfunkgebühren Hamburgs.
TIDE ist auf dem Kunst- und Mediencampus an der Finkenau in Hamburg-Uhlenhorst angesiedelt und ist Teil des interdisziplinären Austauschs unter anderem mit der Hochschule für Angewandte Wissenschaften (HAW), der Hochschule für Bildende Künste und der Mutter von TIDE, der Hamburg Media School.

## Geschichte
Der Sender entstand aufgrund des politischen Willens von CDU und FDP nach der Abschaltung des Offenen Kanals im Jahr 2003. Der seit 1988 bestehende Offene Kanal in Hamburg hatte aufgrund einer Änderung des Landesmediengesetz vom 2. Juli 2003 durch den Hamburger Senat seinen Betrieb am 30. Juni 2003 einstellen müssen und wurde aufgelöst. Die oppositionelle SPD sprach von einer „staatlichen Sanktion gegen ein öffentliches Rundfunkangebot“ und kritisiert überdies, dass sowohl Tide als teilweise auch dessen Träger, die Hamburg Media School, aus Rundfunkgebühren finanziert werden.
Nach einigen Wochen ohne Nutzung der Frequenz 96,0 startete ein Testbetrieb mit einer Schleife von Bürgersendungen, die durch den damals verantwortlichen Chefredakteur Carsten Meincke einzeln abgenommen werden mussten. Diese Sendeschleife wurde mit Sendungen des ehemaligen Offenen Kanals gestaltet, da sich deren Sendungsmacher hierzu bereiterklärten:
- Urbanissimo (Andre Itjes) – Musik
- Hitradio RCS (Christoph Rothe) – Unterhaltung
- Pink Channel (Pink Channel e. V.) – Magazin für Homosexuelle
- Radio Triangula (Petra Sorge) – interkulturelles Magazin
- Crazy Station (Jerome Begro) – Unterhaltung
- Dance Alarm (Daniel Siemers) – DJ-Mixe
- Stahlbrothers 80s (Jan Stahl) – 80er Show

Da zu diesem Zeitpunkt keine Leitung zur Zuführung zum Sender und nur ein rudimentäres Studio ohne Computer und ohne Schalldämmung existierten, wurde das Programm teils extern produziert, auf eine MP3-CD gebrannt und direkt in einen Abspieler im Heinrich-Hertz-Turm verbracht. Diese CD lief dann eine Woche als Schleife „im Kreis“ und wurde danach mit einer aktualisierten Fassung ersetzt.
Am 1. April 2004 startete der Regelbetrieb und der bis dahin geheimgehaltene Name Tide 96,0 wurde offiziell.
Im Unterschied zu Offenen Kanälen ist Tide (und nicht die Sendenden) rechtlich für das ausgestrahlte Programm alleinverantwortlich und somit prinzipiell auch in der Lage, über die Sendeinhalte zu bestimmen.
Am 1. September 2007 folgte Werner Eggert auf Carsten Meincke als Leiter des Bürger- und Ausbildungskanals (in der Funktion als 1. Geschäftsführer und Chefredakteur).
Von Januar bis April 2011 war die Position des Geschäftsführers/Chefredakteurs unbesetzt. Sie wurde vorübergehend/kommissarisch durch den ehemals kaufmänn. Geschäftsführer Lars Krösche (HMS – Hamburg Media School) übernommen.
Die vakante Stelle wurde durch eine Findungskommission ab Mai 2011 durch Claudia Willke besetzt. Claudia Willke verfügt über langjährige Dokumentarfilm-Erfahrung für öffentlich-rechtliche Programme sowie frühe Berührpunkten mit Bürgerbeteiligung an Bildmedien. Nachdem eine Nachfolge von Claudia Willke bereits zur Jahresmitte geplant und aufgrund von gesundheitlichen Gründen der ursprünglich geplanten Nachfolgerin nicht wie geplant umgesetzt werden konnte, bekleidet seit dem 1. Dezember 2019 Alexander Drechsel die Position als Geschäftsführer und Chefredakteur von TIDE.
Ihm sind jeweils ein Radioleiter (TIDE.radio) und Fernsehleiter (TIDE.tv) unterstellt.
Die Position des Radioleiters wird durch Peter Gehlsdorf seit Bestehen von Tide besetzt. Gehlsdorf ist Mitbegründer (und 1. Vorsitzender) von Pink Channel Hamburg (Radio für Schwule & Lesben). Gehlsdorf ist seit Oktober 2010 auch Tide-Betriebsratsvorsitzender.
Die Leitung von Tide TV hat Kolja Hook seit 2009 inne, der zuvor die Post-Produktion leitete.
Das TV-Studio ist Alexander Augustin, dem technischen Leiter von Tide 96,0 und Tide TV, unterstellt.
Am 27. April 2009 feierte Tide sein fünfjähriges Bestehen und zog zeitgleich offiziell in ein neues Studiogebäude ein. Die Produktionsstätte wird von Tide 96.0, Tide TV und den ebenfalls an der Finkenau ansässigen Einrichtungen (Hamburg Media School (HMS), Miami Ad School, Fakultät Design, Medien, Information der Hochschule für angewandte Wissenschaften, Hochschule für bildende Künste und Multimediakontor Hamburg) gemeinsam genutzt.

## Tide in Zahlen
Jahresabschlüsse (Aktiva/Passiva) zu den lfd. Geschäftsjahren (vom 1. Januar bis zum 31. Dezember) – Quelle: gemäß Veröffentlichungspflicht im (elektron.) Bundesanzeiger (eBAnz)
- zum 31. Dezember 2005[8]: 331.000 EUR, davon 164.900 EUR als Kassenbestand... *) (entnommen dem Jahresabschlussbericht 2006, keine näheren Angaben)
- zum 31. Dezember 2006[9]: 247.900 EUR (Rechnungslegung/Finanzbericht vom 27. Februar 2008) davon 59.313,19 EUR als Kassenbestand... *)
- zum 31. Dezember 2007[10]: 285.700 EUR (Rechnungslegung/Finanzbericht vom 6. Februar 2009), davon 198.414,64 EUR als Kassenbestand... *)
- zum 31. Dezember 2008[11]: 635.700 EUR (Rechnungslegung/Finanzbericht vom 26. Januar 2010), davon 485.694,64 EUR als Kassenbestand... *)
- zum 31. Dezember 2009[12]: 661.800 EUR (Rechnungslegung/Finanzbericht vom 7. Januar 2011), davon 340.405,31 EUR als Kassenbestand... *)
- zum 31. Dezember 2010[13]: 702.200 EUR (Rechnungslegung/Finanzbericht vom 9. Dezember 2011), davon 365.896,17 EUR als Kassenbestand... *)

*) Kassenbestand, Bundesbankguthaben, Guthaben bei Kreditinstituten und Schecks.

## Tide Akademie
Als Bürger- und Ausbildungskanal bietet Tide Kurse zur Weiterbildung in Radio, Fernsehen und dem Erstellen und Distribuieren von Online-Inhalten in der Tide Akademie an. Für Schüler wird darüber hinaus in der Ferienzeit die Ferienakademie angeboten, deren Ziel es ist, junge Menschen an die Arbeit mit Medien heranzuführen. Leiter der Tide Akademie ist seit 2019 Anika Döring.

## Empfang

### Tide.radio
Tide.radio (bis 2017: Tide 96.0) sendet seit August 2007 wochentags nahezu 24 Stunden in Hamburg auf UKW 96,0 MHz (terrestrisch) und UKW 95,45 MHz (Kabel analog) und Kabel digital (DVB-C) und erreicht so rund 2,4 Millionen Zuhörer. Sonntags von 6 bis 24 Uhr sowie dienstags von 0 bis 6 Uhr übernimmt das Hamburger Lokalradio die Frequenz.
Im Laufe des Jahres 2018 wird die Sendeleistung der terrestrischen Frequenz 96,0 MHz so verringert werden, dass voraussichtlich nur noch das Stadtgebiet von Hamburg versorgt werden kann. Hintergrund ist der Wechsel des Antennenbetreibers und der damit verbundene Wechsel auf eine Antenne mit für Tide ungünstigeren Abstrahleigenschaften.
Zum Ausgleich des Reichweitenverlusts und als zukunftssichernde Maßnahme wurde am 1. Januar 2018 mit der Ausstrahlung über das Digitalradio „DAB+“ begonnen. Im Programm wird seitdem bei Nennung des Sendernamens auf die Frequenzangabe „96.0“ verzichtet und nur noch „TIDE.radio“ (gesprochen: Tide Radio) genannt. Die DAB+-Ausstrahlung findet rund um die Uhr statt, d. h. die Frequenz-Übernahme durch das Hamburger Lokalradio erfolgt hier nicht.
Seit dem 1. August 2007 ist TIDE.radio zudem als Internet-Radio in den technischen Formaten AAC, Ogg Vorbis und MP3 zu empfangen. Auch auf dem Internetstream wird in den sendefreien Zeiten Programm ausgestrahlt; zu dieser Zeit laufen Wiederholungen der vergangenen Woche.

### Tide TV
TIDE.tv ist Fernsehen zum Mit- und Selbermachen. Es ist möglich, eine eigene Sendung bei TIDE zu produzieren, oder bereits produzierte Formate bei TIDE einzureichen und ausstrahlen zu lassen. Voraussetzung ist, dass diese Sendung keinen kommerziellen Hintergrund verfolgt, also werbefrei ist, nicht gegen gültige Gesetze verstößt, journalistisch dem deutschen Pressekodex entspricht und den von TIDE geforderten Mindestanforderungen an handwerklichen und dramaturgischen Qualitäten erfüllt.
Tide TV ist im Hamburger Kabelnetz von Wilhelm.tel und WillyTel analog auf Kanal 34 und im digitalen Kabel (DVB-C) rund um die Uhr empfangbar. Im Netz von Vodafone Kabel Deutschland ist Tide TV analog auf Kanalplatz 21 zu empfangen. Dort teilt sich der Sender mit den Angeboten von BBC World und Voyages Television den Kanal.
Tide TV sendet Sonntag bis Donnerstag von 12 bis 24 Uhr, Freitag und Samstag von 12 bis 2 Uhr nachts.
Seit Juni 2010 bewirbt u. dokumentiert Tide TV GEMA-freie Sendeformate/-dokus auf zwei YouTube Channels. Seit Oktober 2010 gibt es den offiziellen Tide-YouTube-Channel.

### Ausbildungsredaktion.tv
In der TV-Ausbildungsredaktion lernen Praktikanten, Volontäre, Bundesfreiwilligendienstleistende (BFDler) und auszubildende Mediengestalter Bild/Ton das Fernsehmachen durch Selbermachen und im Redaktionsalltag als Team. Sie realisieren das 30-minütige Fernsehmagazin „Hamburg immer anders!“, das alle drei Wochen auf TIDE TV gesendet wird. Von der Recherche, über den Dreh, Schnitt und Ton fertigen die Auszubildenden unter Anleitung eines erfahrenen Redakteurs eigenständig sendefähige Magazinbeiträge.
Für das crossmediale TIDE Online Magazin TOM lernen Auszubildende, die mindestens ein Jahr bei TIDE sind, Geschichten so zu planen und umzusetzen, dass sie crossmedial erzählt und auf verschiedenen Plattformen verwertet werden können.

## Aus- und Weiterbildungsmöglichkeiten bei TIDE
| Aus- und Weiterbildungsmöglichkeiten    | Aus- und Weiterbildungsmöglichkeiten                             |
| --------------------------------------- | ---------------------------------------------------------------- |
| Ausbildung                              | MediengestalterIn Bild und Ton (dreijährige duale Ausbildung)    |
| Praktika                                | Postproduktion                                                   |
| Praktika                                | Radio-Sendeabwicklung                                            |
| Praktika                                | TV – Produktion und Disposition                                  |
| Praktika                                | TV-Ausbildungsredaktion (Videojournalismus)                      |
| Praktika                                | Jugendredaktion SchnappFisch (Medienpädagogik und Schulpraktika) |
| Bundesfreiwilligendienst (BFD)          | TV-Ausbildungsredaktion (Videojournalismus)                      |
| Bundesfreiwilligendienst (BFD)          | TIDE.akademie (Assistenz der Leitung)                            |
| Freiwilliges Soziale Jahr Kultur (FSJK) | Presse- und Öffentlichkeitsarbeit                                |
| Volontariate                            | Jugendredaktion SchnappFisch (medienpädagogisches Volontariat)   |
| Volontariate                            | TV-Ausbildungsredaktion (Videojournalismus und Crossmedia)       |